# Wojewódzka i Miejska Biblioteka Publiczna im. Zbigniewa Herberta w Gorzowie Wielkopolskim
Wojewódzka i Miejska Biblioteka Publiczna im. Zbigniewa Herberta w Gorzowie Wielkopolskim – biblioteka w Gorzowie Wielkopolskim.

## Historia
Instytucja została założona w 1946 jako Powiatowa Biblioteka Publiczna, z której następnie wyewoluowały wszystkie gorzowskie biblioteki publiczne. Pozostała po niej infrastruktura w postaci 11 bibliotek i 9 filii oraz księgozbiór. Na tej bazie w 1947 r. powstała Miejska Biblioteka Publiczna. W 1974 cały księgozbiór liczył 145,6 tys. woluminów oraz zarejestrowano 11 900 czytelników, którzy wypożyczyli 205 tys. książek.
W sierpniu 1952 pozyskano samodzielny budynek przy ul. Łokietka 37, który do dziś służy Bibliotece Wojewódzkiej.
Na mocy Zarządzenia Wojewody Gorzowskiego nr 44/75 z dnia 6 września 1975 roku, w wyniku połączenia Powiatowej i Miejskiej Biblioteki Publicznej, powstała Wojewódzka Biblioteka Publiczna.
W 1990 ustanowiono Wojewódzką i Miejską Bibliotekę Publiczną.
7 czerwca 2001 roku Wojewódzka i Miejska Biblioteka Publiczna w Gorzowie Wielkopolskim została samorządową jednostką upowszechniania kultury. Stanowi bibliotekę miejską i powiatową dla miasta Gorzowa Wlkp., ponadto jako biblioteka powiatowa dla powiatu gorzowskiego nadzoruje bezpośrednio biblioteki gminne, miejsko gminne i miejskie na jego obszarze, natomiast jako  biblioteka wojewódzka obejmuje dodatkowo bezpośrednim nadzorem merytorycznym powiatowe biblioteki publiczne na terenie pozostałych czterech powiatów północnej części województwa lubuskiego, a pośrednio również działające na ich terenie biblioteki gminne, miejsko-gminne i miejskie.

## Dyrektorzy
- 1975-1982: Ludwik Paszczuk
- 1982-1983: Regina Krumplewska
- 1984-1989: Ryszard Wilmiński
- 1989-1990: Marek Gęsicki
- 1991-1998: Sławomir Jach
- 1999-2002: Lucyna Kotecka
- 2002-2018: Edward Jaworski[2][3]
- 2018- : Sławomir Szenwald[4]